# Adams-Farwell

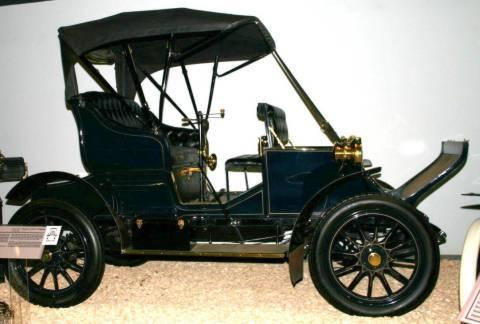
En 1906 Adams-Farwell

The Adams Co. var en biltillverkare verksam under åren 1905–11 och baserad i Dubuque i Iowa, USA.

## Ursprunget
1883 bildade bröderna Herbert och Eugene Adams ett företag som till en början bland annat tillverkade parkbänkar. Det var deras partner, Fay Oliver Farwell, som föreslog att man skulle börja tillverka bilar. Mellan 1898 och 1904 byggde man fyra experimentbilar, varav modell nummer 4 såldes till en invånare i Dubuque.

## 1905–08
I februari 1905 visade man upp den första produktionsmodellen på en bilutställning i Chicago. Det var en 3-cylindrig bil med en 20/25 HP roterande stjärnmotor. Cylindrarna och vevhuset roterade i horisontalpanet kring en fast axel. Kraften överfördes med hjälp av kuggväxlar till en 4-stegad växellåda (3-växlar efter 1908) och därifrån med en enkel kedja till bakaxeln. Motorn var placerad under baksätet alldeles framför bakaxeln. Motorns roterande massa fungerade som svänghjul och kylningen fungerade förträffligt. 1906 kompletterades programmet med en 5-cylindrig modell på 40/45 HP. Toppfarten för en 40/45 HP modell 8A ”Gentlemans Speed Roadster” var hela 121 km/h. Det fanns en convertible brougham där förarsätet framtill kunde täckas över och pedaler och ratt flyttas så att bilen kunde köras från baksätet. Ratten kunde även skjutas sidledes för att göra bilen endera vänster- eller högerstyrd. De tidiga bilarna hade saknat ”motorhuv”, men 40 HP-modellen hade en kort ”motorhuv” och såg ut som en vanlig bil, trots att motorn fortfarande var monterad baktill. Från 1907 och framåt tillverkades bara den 5-cylindriga modellen.

## 1908–11
Efter 1908 upphörde tillverkningen av modellerna med den frambyggda förarplaceringen. Under de kommande åren gjordes endast få förändringar på de existerande modellerna och denna brist på utveckling var ett skäl till att märket upphörde 1911. Totalt tillverkades antagligen inte mer än 52 bilar. En 40 HP-bil med touring-kaross kostade 1912 3 500 dollar.